# Modelo argumentativo de Toulmin
El modelo argumentativo, la estructura del argumento o simplemente el modelo de Toulmin explica desde el punto de vista lógico la estructura o el esquema al cual responde un texto argumentativo. Stephen Toulmin afirmó que las argumentaciones cotidianas no siguen el clásico modelo riguroso del silogismo. Para él, en una argumentación directa, un sujeto argumentador presenta explícitamente una tesis u opinión y expone una serie de argumentos o razones lógicas que deben desembocar en una conclusión que confirma la tesis propuesta.

## Modelo de argumento
Toulmin (1958), y luego junto a César Betancourt (1990), describe un modelo de argumento conformado por seis tipos de declaraciones:
- Pretensión (Claim): Punto de partida y de destino de nuestro proceder en la argumentación. Ejemplo: "X tiene derecho a recibir la herencia".
- Datos (Grounds): El proponente tendrá que dar razones a favor de su pretensión inicial, relevantes y suficientes. Ejemplo: "X es el único hijo de Y, quien falleció sin dejar testamento".
- Garantía (Warrant): El oponente discute los hechos y en caso de no aceptarlos podrá exigir al proponente que justifique el paso de las razones

Ejemplo: "Los hijos suceden a los padres cuando éstos han fallecido sin dejar testamento".
- Respaldo (Backing): Mostrar que la garantía resulta válida, relevante y con suficiente peso. Ejemplo: "El artículo 930 del Código Civil"...
- Cualificadores modales: "Debería"
- Condiciones de refutación: A menos que exista un cónyuge que tenga derecho a reclamar la herencia.

## La argumentación como interacción
El modelo propuesto por el británico Toulmin no contempla la argumentación como una forma de interacción social humana. Esto significa que deja de lado procedimientos que otros teóricos consideran "argumentativos" por ejemplo, la persuasión.